# Цвинтар Фламініо
Цвинтар Фламініо, відомий також як цвинтар Пріма Порта (італ. Cimitero Flaminio) — кладовище в Римі (Італія), за межами Гранде Раккордо Ануларе на півночі, між Фламінієвою дорогою та Віа Тіберіна.

## Історія
Кладовище було засноване в 1945 році за проектом архітектора Олени Луццатто.
Маючи площу 140 га, це найбільше кладовище в Італії; його перетинають 37 км внутрішніх доріг, по яких їздять транспортні засоби та автобуси.
Могили переважно курганні; багато з них скомпоновані в будівлі або споруди. Є кілька окремих відділів для різних релігійних конфесій, а також численні загальні поля та крематорій.
Вважається шедевром сучасної цвинтарної архітектури. Тут знаходяться могили багатьох відомих особистостей італійської культури, мистецтва, розваг, спорту та політики минулого століття.
На цвинтарі височіє церква святого Архангела Михаїла у Фламініо, допоміжному місці поклоніння парафії Санті Урбано е Лоренцо а Прима Порта.